# E venne il giorno dei limoni neri
E venne il giorno dei limoni neri è un film del 1970 diretto da Camillo Bazzoni.

## Trama
Dopo una condanna a otto anni di lavori forzati in America, pagando anche per reati commessi da altri, il mafioso Rosario Inzulia torna nella sua amata Palermo, ma la mafia lo cerca per farlo fuori. Durante la sua detenzione Rosario ha perso sua moglie per un incidente, per questo chiede aiuto al boss Don Calogero Lo Presti per rimettersi in sesto. Ma un uomo che ha conti in sospeso con la mafia, Carmelo Rizzo, gli rivela che la moglie è stata uccisa dalla mafia, e che il mandante è una persona insospettabile. Rosario scopre che il mandante del suo tentato omicidio (in cui ha perso la vita un suo compagno di cella Pasquale e il sicario) e dell'omicidio della moglie é proprio Lo Presti. Così con l'aiuto di un complice rapisce il figlio di Lo Presti per farlo parlare; ma lo stesso Lo Presti viene ucciso mentre si accinge di confessare,, e anche Rosario viene ucciso prima che consegnasse alla polizia un memoriale che contiene tutto ciò che sapeva su Lo Presti.